# Vasilij Mitrokhin
Vasilij Mitrokhin var en russisk afhopper.
Han var KGB-officer og da han hoppede af i 1992 var han pensioneret arkivar.
Han havde over en årrække kopieret KGB-materiale som han overgav til briterne.
Mitrokhin fik ansættelse ved KGB i 1948. 
Han blev overført til arkivet for 1. hoveddirektorat i KGB i 1956.
Mitrokhin fik i 1972 til opgave at gennemgå 300.000 sager da arkivet skulle flyttes.
Han læste sagerne og resumerede dem på små sedler som han smuglede ud af KGB og gravede ned ved sit datja uden for Moskva.
Det varede indtil hans pensionering i 1984. 
Den 24. marts 1992, efter Sovjetunionens opløsning, gik han ind på en britisk ambassade i Baltikum med sit materiale fra KGB's arkiv.
Det bestod af 2.000 tætskrevne sider.
Til briterne sagde Mitrokhin at hans hovedmotiv var at "udøve størst mulig skade på det gamle KGB og
parti-nomenklatur" og endvidere at han forgæves havde forsøgt at overdrage dokumenterne til amerikanerne.
Blandt spionerne som Mitrokhins materiale afslørede var den britiske atomspion Melita Norwood.
Mitrokhins formidlede oplysninger om 51 danske statsborgere.
I Mitrokhins materiale er forfatteren Arne Herløv Petersen benævnt "fortrolig kontakt", mens der om Jørgen Dragsdahl var angivet at han var oprettet som "operationel sag" i 1975.
Med Christopher Andrew skrev Mitrokhin flere bøger om KGB, blandt andet The Sword and the Shield : The Mitrokhin Archive and the Secret History of KGB fra 1999.

## Henvisning
1. ↑  Regin Schmidt, Rasmus Mariager, Morten Heiberg (2009). PET: historien om Politiets Efterretningstjeneste fra den kolde krig til krigen mod terror. Gyldendal.{{cite book}}:  CS1-vedligeholdelse: Flere navne: authors list (link)
2. 1 2  PET-Kommissionen (Morten Heiberg) (2009). KGB's kontakt- og agentnet i Danmark (PDF). Arkiveret fra originalen (PDF) 29. oktober 2013. Hentet 7. april 2012.
3. ↑  Intelligence and Security Committee. "The Mitrokhin Inquiry Report: Introduction". Arkiveret fra originalen 31. december 2007. Hentet 8. april 2012.
4. ↑  "How they found the spy of the century". BBC. 21. september 1999.